# Ernst Streng
Ernst Streng (24 de janeiro de 1942 — 27 de março de 1993) foi um ciclista alemão que competiu no ciclismo nos Jogos Olímpicos de Verão de 1964, pela equipe Alemã Unida, ganhando a medalha de ouro na perseguição por equipes.